# 卡斯泰尔诺皮康波
卡斯泰尔诺皮康波（法語：Castelnau-Picampeau，法語發音：[kastɛlno pikɑ̃po]）是法国上加龙省的一个市镇，属于米雷区。

## 地理
卡斯泰尔诺皮康波（43°18'23"N, 1°1'6"E）面积11.3 平方千米，位于法国奧克西塔尼大區上加龙省，该省份为法国西南部内陆省份，西南端与西班牙接壤，自此顺时针与上比利牛斯省、热尔省、塔恩-加龙省、塔恩省、奥德省和阿列日省接壤。
与卡斯泰尔诺皮康波接壤的市镇（或旧市镇、城区）包括：卡斯蒂-拉布朗德、勒富瑟雷、菲斯蒂尼亚克、吕桑-阿代亚克、蒙图桑、普伊德图日。
卡斯泰尔诺皮康波的时区为UTC+01:00、UTC+02:00（夏令时）。

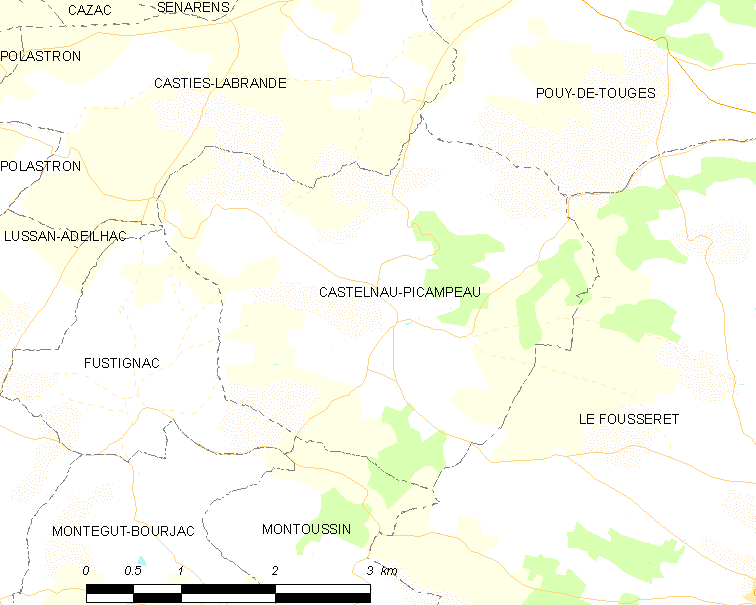
卡斯泰尔诺皮康波的OSM定位图

## 行政
卡斯泰尔诺皮康波的邮政编码为31430，INSEE市镇编码为31119。

## 政治
卡斯泰尔诺皮康波所属的省级选区为卡泽尔县。

## 人口

1962-2008年间卡斯泰尔诺皮康波人口变化图示

卡斯泰尔诺皮康波于2022年1月1日时的人口数量为226人。